# Castel Wasserleonburg
Castel Wasserleonburg (in tedesco Schloss Wasserleonburg) si trova nel comune austriaco di Nötsch im Gailtal nel Distretto di Villach-Land appartenente al Land della Carinzia e la sua storia inizia nel XIV secolo.

## Storia

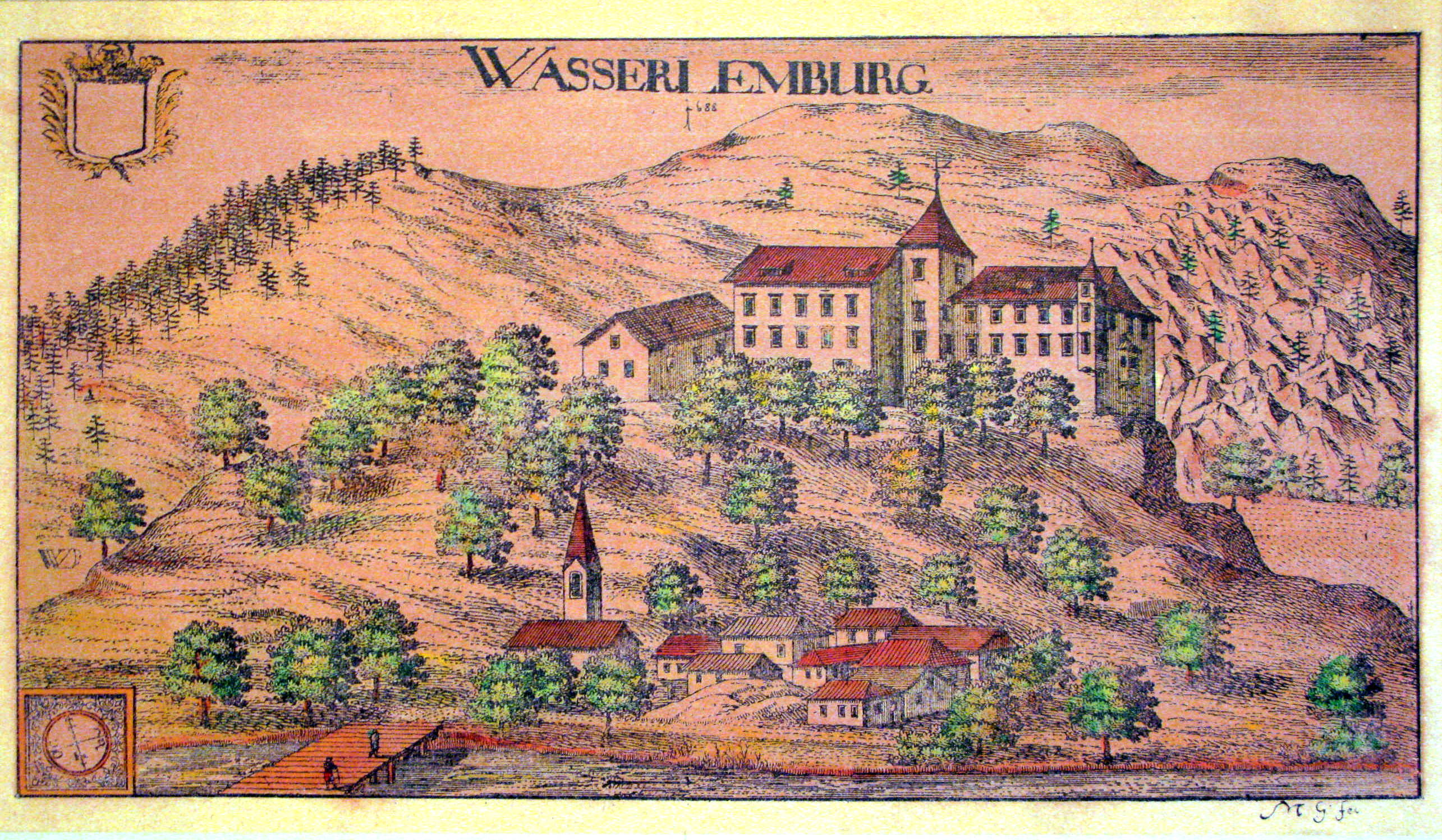
Castel Wasserleonburg come appariva nel 1688

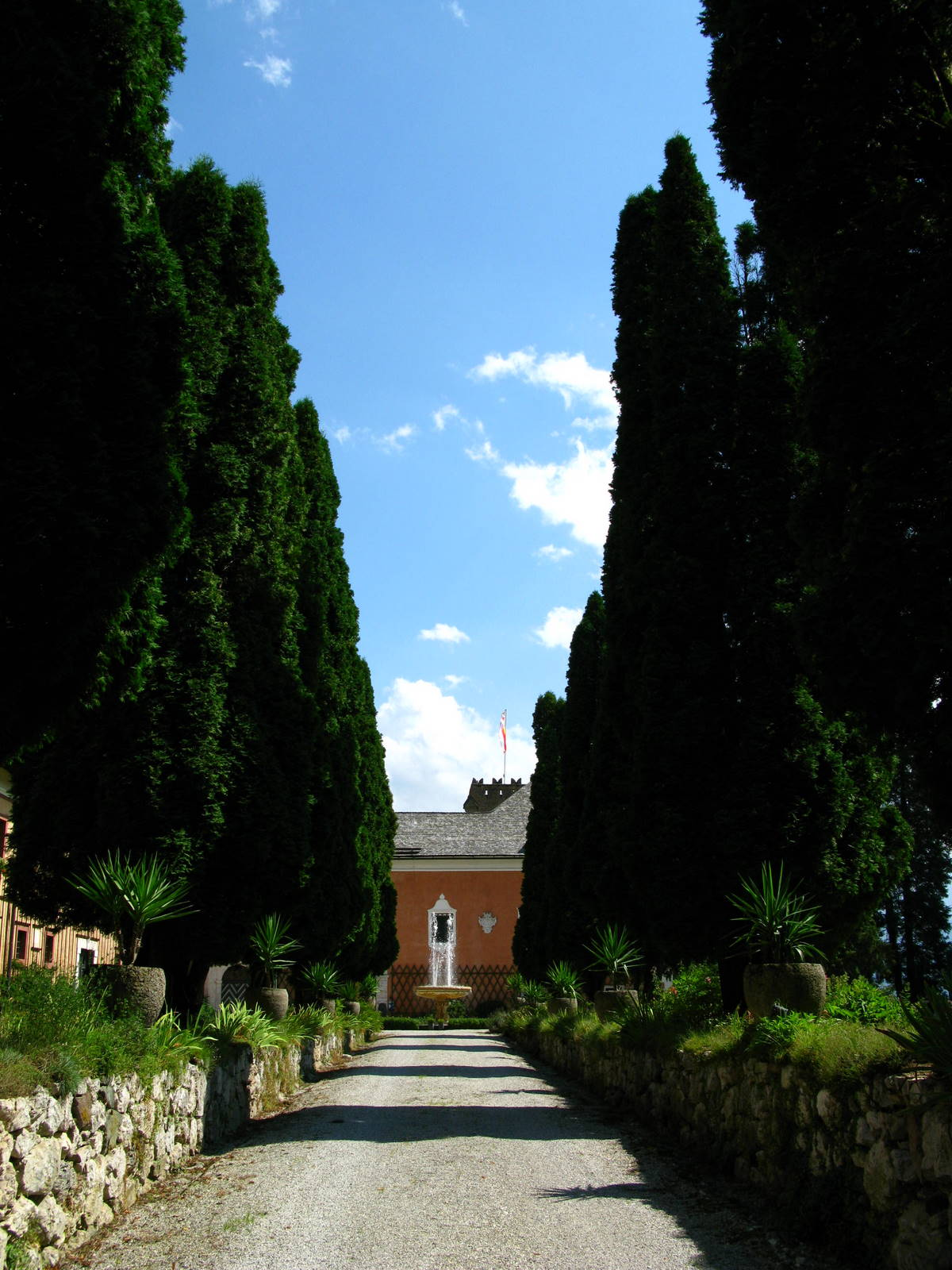
Grande viale di accesso

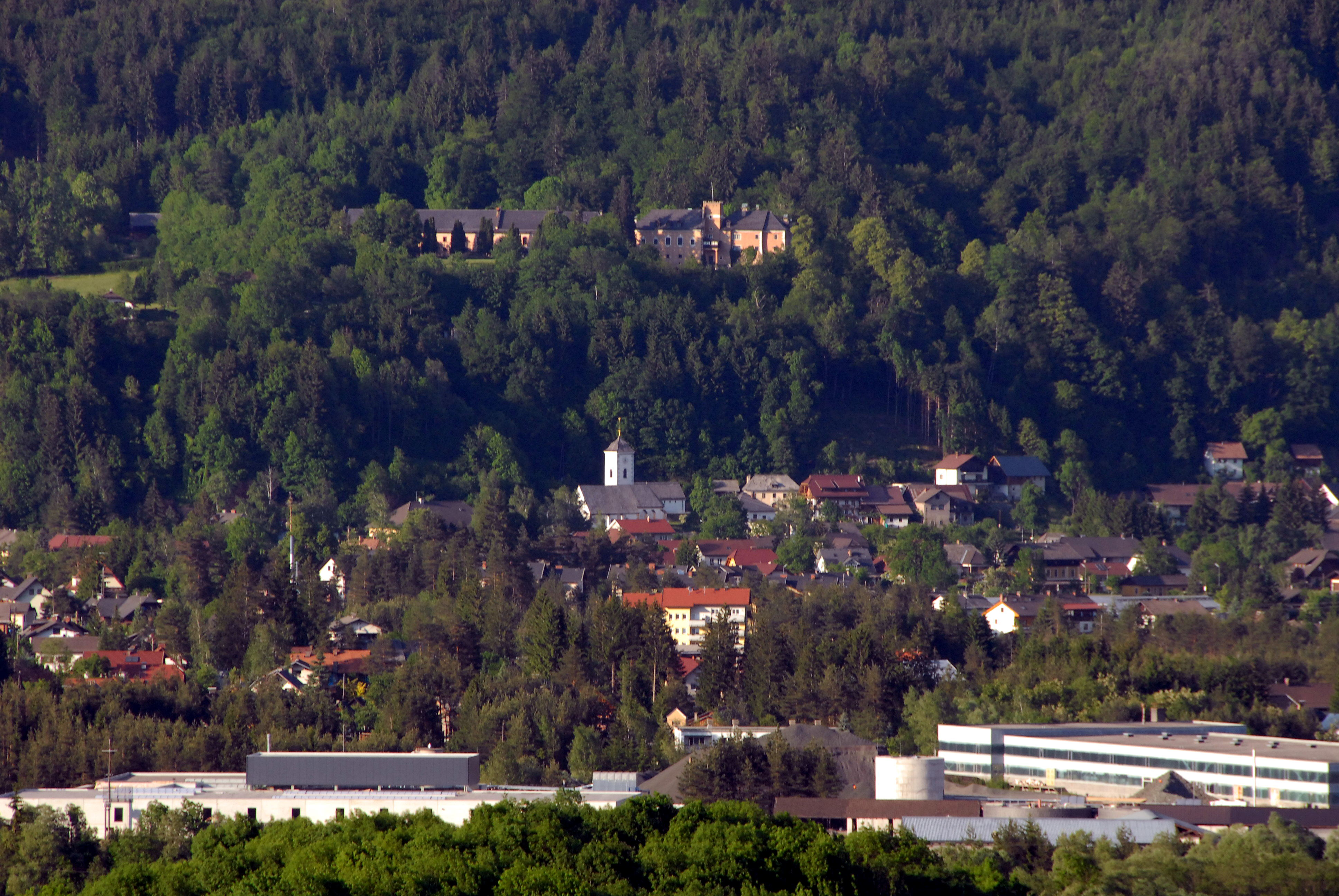
Castel Wasserleonburg in posizione dominante sopra l'abitato di Nötsch im Gailtal

Castel Wasserleonburg viene descritto per la prima volta nel 1253 come feudo di Bamberga  affidato a Cholo von Ras-Rosegg, che si faceva chiamare anche von Lewenburch. Dopo la sua morte l'arcidiocesi affidò il governo al burgravio di Norimberga Federico III von Zollern. Questi tuttavia, per ragioni politiche, non poté prendere possesso del suo feudo e nel 1296 fu risarcito con altri beni. Il castello passò così al duca carinziano Mainardo II di Tirolo-Gorizia che morì quasi subito. Nel 1310 la fortezza fu oggetto di ristrutturazione e dal 1335 divenne feudo degli Asburgo poiché l'arcidiocesi di Bamberga non fu in grado di far valere i suoi diritti di proprietà molto più antichi. Questo primitivo castello venne successivamente distrutto nel 1348 da un violento terremoto che distrusse anche la Villach medievale. Alla fine del XIV secolo fu eretto un nuovo edificio in posizione leggermente diversa e da quel momento, per tutto il Medioevo, divenne noto come Wasserleonburg dopo essere rimasto noto come Leonburg fino al XVI secolo. Dopo quel periodo insomma è entrato in uso il nome recente. Dal 1404 al 1643 castel Wasserleonburg fu sede di tribunale distrettuale. Nel 1408 il duca Leopoldo IV d'Asburgo concesse il feudo ai fratelli Wulfing e Konrad von Ungnad. Nel 1522 Wilhelm Neumann, giudice distrettuale e uno dei cittadini più illustri di Villach che era diventato estremamente ricco con la miniera di piombo a Bleiberg vicino a Villach e alcune miniere di mercurio a Idria, acquistò il castello dai fratelli Ungnad e subito dopo ne assunse il nome nel 1515 dopo aver ottenuto il diritto nobiliare dall'imperatore Massimiliano I d'Asburgo. Sua figlia Anna Neumann, che fu quindi una von Wasserleonburg, fu una delle donne più interessanti e ricche del Rinascimento in Austria. Quando rimase vedova con cinque figli aveva già ereditato un'enorme fortuna. All'età di 82 anni sposò il conte Georg Ludwig Schwarzenberg, di 51 anni più giovane di lei. Quando Anna morì, nel 1623, fu sepolta nella chiesa parrocchiale cattolica di Murau e poiché era protestante fu necessario praticare un buco nel muro della chiesa in modo che la sua testa potesse riposare fuori dall'edificio della chiesa. Lasciò in eredità quasi tutte le sue proprietà al suo ultimo marito ma castel Wasserleonburg andò al suo pronipote, Christian Proy von Burgwalden, che aveva gestito per lei la tenuta ed il castello durante la sua vita. Christian Proy non poté godere a lungo della sua proprietà poiché fu ucciso per controversie di confine solo due anni dopo la morte di Anna Neumann von Wasserleonburg e la proprietà nel 1664 passò dai Proy a Johann Andrä Semler zu Scharfenstein. La famiglia Semler zu Scharfenstein  nel 1747 fece ridisegnare il palazzo in stile barocco. Quando nel 1803 la famiglia Semler si estinse la proprietà passò al conte Anton Attems ma poco dopo, per difficoltà finanziarie, il castello fu messo all'asta pubblicamente e nel 1858 venne comprato dal commerciante Romuald Holenia. Quando la figlia di Holenia morì castel Wasserleonburg fu venuto a Oskar von Schneditz. Dopo il 1923 il conte Paul Graf Münster di Hannover, che aveva da poco acquistato il palazzo, fece eseguire ampi lavori di ristrutturazione e ricostruire il grande parco. La dimora ospitò il duca di Windsor Edoardo VIII del Regno Unito in luna di miele nel 1937 dopo aver sposato la signora Wallis Simpson. Il signore del castello poi divenne l'ambasciatore tedesco a Parigi, il conte Johannes Welczek, al quale seguì il marchese George de Cuevas, fino al 1957, e poi Enrico Mayer von Wittgenstein. Nel 1972 l'immobile fu acquistato dall'industriale Heinz Friederichs di Francoforte sul Meno.

## Descrizione

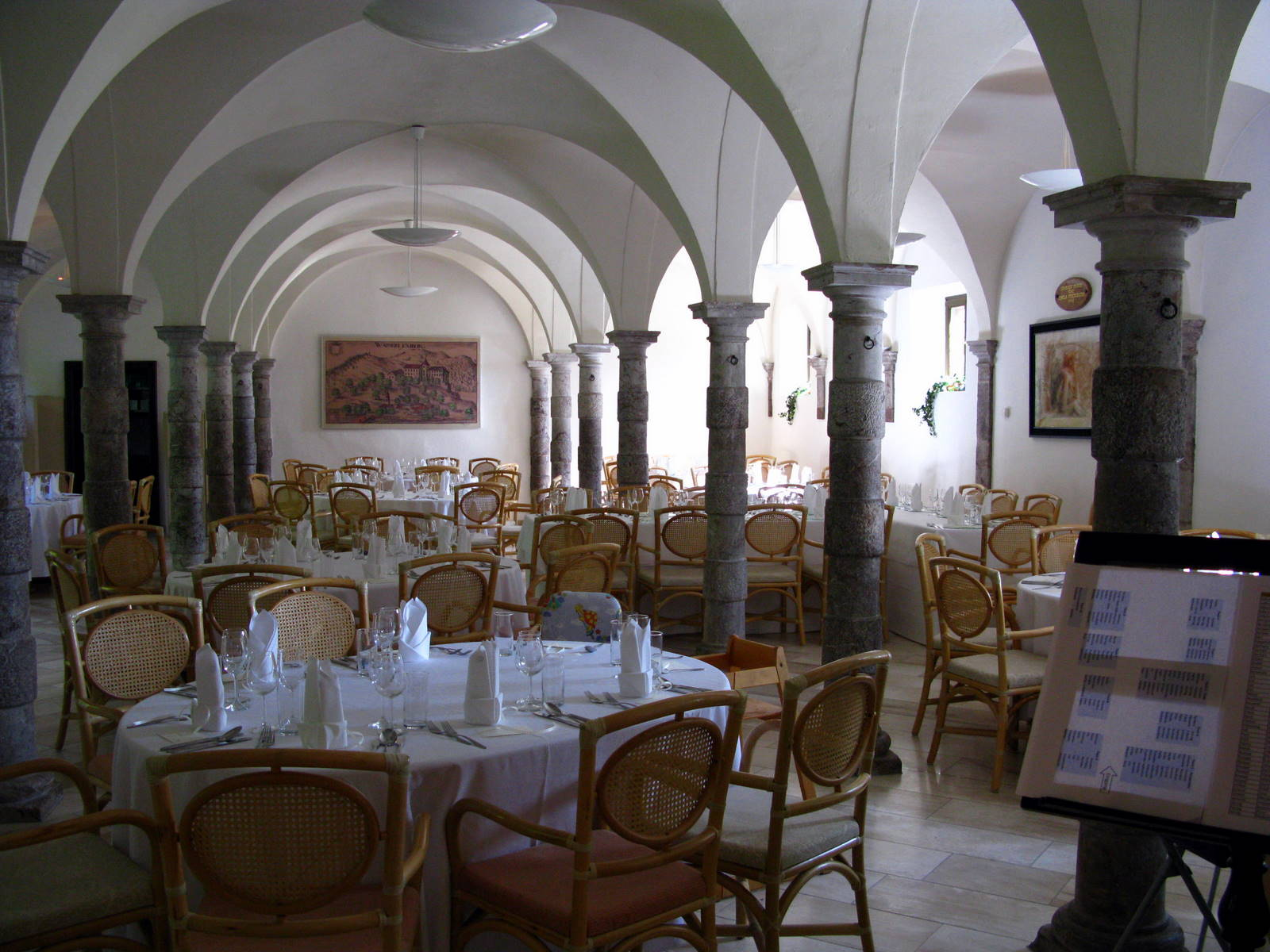
Grande salone ricavato nelle ex scuderie e intitolato ad Anna Neumann von Wasserleonburg

Castel Wasserleonburg si trova nella parte nord orientale del comune austriaco di Nötsch im Gailtal nel Distretto di Villach-Land appartenente al Land della Carinzia. Si tratta di un complesso allungato sul pendio della Villacher Alpe al quale si accede attraverso un viale di cipressi. Preceduto da una terrazza-giardino e con, a nord, la lunga ala con gli edifici agricoli settecenteschi. La facciata principale a due piani col portale d'ingresso si trova sul lato est. La chiave di volta all'interno del portale fu posta nel 1747 dall'allora proprietario Johann Andreas Semler. L'ala ovest confina con un portico quadrato con tetto a padiglione curvo con un campanile in cima e da qui si arriva alla cappella gentilizia a due piani. Il piccolo luogo di culto dedicato a San Giuseppe fu costruito nel 1723 e rimaneggiato nel 1747. Accanto al portico della cappella si trova il portale principale del castello in bugnato col passaggio con volta a crociera che immette nello stretto cortile interno. La parte più antica degli edifici che lo circondano è il mastio, con angolari a chiave e concluso con una corona di pinnacoli a coda di rondine, probabilmente costruito nel XIV o XV secolo anche se i merli sono un'aggiunta romantica della fine del XIX secolo. Anche l'ala est a tre piani risale ai secoli XIV e XV e le sue spesse mura, il piano terra con volte e le strette scale in pietra mostrano ancora un aspetto medievale. L'ala ovest fu costruita dal XVII secolo. L'ala sud presenta al piano terra un porticato con volte a crociera sul lato del cortile con archi che poggiano su colonne tuscaniche. Il cortile è chiuso su un lato stretto da una parete espositiva rappresentativa in stile tardo rinascimentale. La facciata a tre piani presenta un bugnato di calcare rosa al piano terra e al primo piano. Due finestre sono visibili sopra l'ampio portale ad arco di ciascuno dei due piani superiori. Quelli del secondo piano sono fiancheggiati a destra e a sinistra da nicchie con santi. All'interno del castello alcune stanze hanno soffitti a stucco e l'arredamento è in parte antico e in parte moderno. Sono stati conservati alcuni antichi camini in marmo. Nella sala da pranzo dell'ala ovest sono stati conservati quattro dipinti a muro del 1700 circa. Sempre del 1700 sono le ex scuderie signorili del fabbricato colonico, con un ampio salone a tre navate con 12 colonne in marmo toscano e volta a crociera. Negli anni 1996 e 1997 è stata restaurata per eventi e dedicata ad Anna Neumann von Wasserleonburg, la più nota signora del castello appartenente alla famiglia che dallo stesso castello ha preso il nome. La struttura è visitabile durante gli eventi organizzati o previo accordo.

### Bene architettonico tutelato
Castel Wasserleonburg è stato posto sotto tutela dei monumenti da parte della Repubblica austriaca col numero 34778.